# Iniziativa Democratica
Iniziativa Democratica fu una delle principali correnti della Democrazia Cristiana. Nata sul finire del 1951 dall'incontro fra alcuni esponenti moderati del centro degasperiano e  dossettiani progressisti, si affermò velocemente in ragione di un ampio consenso ottenuto fra gli iscritti e nei gruppi parlamentari riuscendo per tutto il corso degli anni cinquanta a guidare autorevolmente il partito e a portare alla segreteria nazionale Amintore Fanfani.
"Iniziativa Democratica" permise anche alla seconda generazione democristiana di affermarsi nelle istituzioni, mettendo in tal modo da parte la precedente classe dirigente del partito legata al Partito Popolare Italiano e alla leadership di De Gasperi.

## Nascita e primi sviluppi
Il ritiro dalla politica attiva di Giuseppe Dossetti privò la sinistra interna di Cronache sociali del suo leader carismatico; tuttavia, i principali esponenti della componente si prodigarono per riorganizzare la propria posizione nel partito. Tale iniziativa non si limitava però ai reduci del dossettismo Mariano Rumor, Fanfani, Moro, in quanto trovò la convergenza di numerose personalità, non necessariamente riconducibili alla sola vecchia maggioranza centrista degasperiana, nella quale spiccavano comunque Scalfaro e Taviani.
Nel dibattito interno alla Democrazia Cristiana, Iniziativa Democratica si collocò su posizioni distanti dall'integralismo religioso dell'area vicina a Luigi Gedda, nonché di chiusura rispetto alla prospettiva di alleanza con la destra conservatrice e con i monarchici. Nel campo della politica economica si affermava la necessità di una svolta rispetto alla linea monetarista di Giuseppe Pella, rivendicando l'opportunità di una nuova fase di programmazione economica e di intervento pubblico nell'economia.
Il 18 novembre 1951 uscì il primo numero di una rivista omonima , attorno alla quale si iniziò a riunire e a strutturare la corrente. Nel primo editoriale, che presentava la piattaforma politica di questa nuova aggregazione, si pose l'accento sulla fedeltà alla politica atlantica e sulla necessità di sostenere senza indugio il governo di De Gasperi, riaffermando contemporaneamente il principio dossettiano di un partito cristianamente riformista, capace di muovere il paese verso un'evoluzione democratica. 
Dopo soli otto numeri, Iniziativa Democratica cessò le sue pubblicazioni a causa dell'intervento dello stesso De Gasperi e dell'allora segretario Guido Gonella, per ricompattare il partito in vista del suo IVº Congresso (21-26 novembre 1952), al quale tuttavia prese parte come corrente, ottenendo un terzo dei voti dagli iscritti. In questo breve periodo il peso politico di questa componente crebbe in modo considerevole sia nelle articolazioni periferiche dell'organizzazione partitica, sia all'interno del gruppo parlamentare, nel cui direttivo alla Camera dei deputati, elesse 11 componenti su 19. 
Gli iniziativisti si candidarono prepotentemente a prendere in mano le redini del partito quando la stagione di De Gasperi fosse giunta a conclusione.
Aderirono alla corrente numerosi personaggi da storie e tendenze culturali differenti, che però avrebbero avuto un posto di rilievo in futuro nella DC e nelle istituzioni: Amintore Fanfani, Aldo Moro, Mariano Rumor, Paolo Emilio Taviani, Emilio Colombo, Antonio Segni, Benigno Zaccagnini, Oscar Luigi Scalfaro, Giovanni Galloni, Luigi Gui, Achille Ardigò e altri. Come è stato sottolineato, “mancò ad essi una comune ideologia; prevalse a volte all'interno del gruppo un atteggiamento pragmatico; il loro incontro fu sostanzialmente il risultato di una confluenza di uomini di una stessa generazione, provenienti da diverse realtà regionali e da diverse esperienze politiche e culturali, che colsero assieme l'esigenza di costruire un partito capace di confrontarsi con la nuova emergente società italiana, con l'obiettivo di contribuire alla costruzione di uno Stato nuovo”.

## Alla guida del partito
Al Congresso di Napoli del 1954 Iniziativa Democratica si affermò come la corrente prevalente, riuscendo ad eleggere senza traumi alla segreteria del partito (grazie anche all'appoggio di De Gasperi) il suo leader Amintore Fanfani.
Sotto la guida di Fanfani e degli esponenti di Iniziativa Democratica, la Democrazia Cristiana potenziò ulteriormente le sue strutture e il suo radicamento sul territorio. Cercò di rendersi maggiormente autonoma dall'influsso e dal sostegno dei gruppi industriali e clericali, per poter sviluppare una linea politica autonoma.

## Da Trento al governo Fanfani
Nel successivo congresso di Trento del 1956, Iniziativa Democratica si confermò la corrente maggioritaria del partito, consolidando le sue posizioni. Tuttavia, sin dal consiglio nazionale democristiano del 1957 a Vallombrosa, emersero tensioni tra il segretario del partito Fanfani e buona parte del gruppo dirigente della corrente.
Il contrasto nacque sostanzialmente sulla prospettiva di un avvicinamento della Democrazia Cristiana al Partito Socialista Italiano, rispetto al quale proprio Fanfani propendeva per una linea non ostile, nella consapevolezza che un'eventuale alleanza sarebbe stata subordinata a garanzie democratiche precise.
I dissensi. indussero esponenti di primo piano della corrente e delle istituzioni come Carlo Russo, Mariano Rumor (vicesegretario del partito), Paolo Emilio Taviani, Adolfo Sarti, Emilio Colombo e Tommaso Morlino a non votare a favore della relazione di Fanfani.
Dopo le vittoriose elezioni del 1958, Fanfani assunse la guida del governo, mantenendo contemporaneamente la segreteria del partito e l'incarico ad interim di ministro degli esteri. Una simile concentrazione di potere creò numerose preoccupazioni all'interno di Iniziativa Democratica e del partito, favorendo l'emergere del fenomeno dei franchi tiratori contro il governo.
Dopo l'ennesima bocciatura in parlamento, il 26 gennaio 1959 Fanfani rassegnò contestualmente le dimissioni da Presidente del Consiglio e da segretario della DC. Fu convocato a Roma per il 14 - 17 marzo un consiglio nazionale della DC che avrebbe dovuto discutere della situazione politica.

## La fine della corrente
In vista del consiglio nazionale, gli esponenti di Iniziativa Democratica si riunirono nel convento delle suore di Santa Dorotea a Roma. In quella sede, la maggioranza della corrente scelse di accettare le dimissioni di Fanfani da segretario, accantonando la linea politica di apertura a sinistra.
Si determinò una spaccatura fra gli uomini rimasti vicini all'ex segretario e il gruppo dissidente (ormai ribattezzato dei dorotei) raccolto attorno ad Antonio Segni (nel frattempo nominato a capo di un monocolore democristiano appoggiato dai liberali e dalle destre), Mariano Rumor, Paolo Emilio Taviani, Emilio Colombo e, seppure autonomamente, Aldo Moro.
L'ordine del giorno dei fanfaniani che rifiutava le dimissioni del segretario fu respinto dal consiglio nazionale con 54 no, 37 sì e 9 astenuti. Su indicazione dei dorotei Aldo Moro fu nominato nuovo segretario.
La corrente di Iniziativa Democratica cessò definitivamente la propria esistenza quale componente unitaria all'interno del partito. Da essa sorsero due nuove differenti tendenze: i dorotei e Nuove Cronache, che teneva uniti i seguaci dell'ex-segretario Fanfani.

## Principali esponenti
- Amintore Fanfani
- Antonio Segni
- Mariano Rumor
- Emilio Colombo
- Aldo Moro
- Paolo Emilio Taviani
- Carlo Russo
- Benigno Zaccagnini